# تنسيق السمات العامة
إن تنسيق السمات العامة (GFF) هو تنسيق ملف يستخدم لوصف الجينات والميزات الأخرى لتسلسلات الدنا والرنا والبروتين. ملحق اسم الملف المقترن بمثل هذه الملفات هو.GFF ونوع المحتوى المرتبط بهما هو text / gff3.